# PPP4R2
PPP4R2 (англ. Protein phosphatase 4 regulatory subunit 2) – білок, який кодується однойменним геном, розташованим у людей на 3-й хромосомі. Довжина поліпептидного ланцюга білка становить 417 амінокислот, а молекулярна маса — 46 898.
| 10         |  | 20         |  | 30         |  | 40         |  | 50         |
| ---------- |  | ---------- |  | ---------- |  | ---------- |  | ---------- |
| MDVERLQEAL |  | KDFEKRGKKE |  | VCPVLDQFLC |  | HVAKTGETMI |  | QWSQFKGYFI |
| FKLEKVMDDF |  | RTSAPEPRGP |  | PNPNVEYIPF |  | DEMKERILKI |  | VTGFNGIPFT |
| IQRLCELLTD |  | PRRNYTGTDK |  | FLRGVEKNVM |  | VVSCVYPSSE |  | KNNSNSLNRM |
| NGVMFPGNSP |  | SYTERSNING |  | PGTPRPLNRP |  | KVSLSAPMTT |  | NGLPESTDSK |
| EANLQQNEEK |  | NHSDSSTSES |  | EVSSVSPLKN |  | KHPDEDAVEA |  | EGHEVKRLRF |
| DKEGEVRETA |  | SQTTSSEISS |  | VMVGETEASS |  | SSQDKDKDSR |  | CTRQHCTEED |
| EEEDEEEEEE |  | SFMTSREMIP |  | ERKNQEKESD |  | DALTVNEETS |  | EENNQMEESD |
| VSQAEKDLLH |  | SEGSENEGPV |  | SSSSSDCRET |  | EELVGSNSSK |  | TGEILSESSM |
| ENDDEATEVT |  | DEPMEQD    |  |            |  |            |  |            |

A: Аланін

C: Цистеїн

D: Аспарагінова кислота

E: Глутамінова кислота

F: Фенілаланін

G: Гліцин

H: Гістидин

I: Ізолейцин

K: Лізин

L: Лейцин

M: Метіонін

N: Аспарагін

P: Пролін

Q: Глутамін

R: Аргінін

S: Серин

T: Треонін

V: Валін

W: Триптофан

Кодований геном білок за функцією належить до фосфопротеїнів. 
Задіяний у таких біологічних процесах, як процесинг мРНК, сплайсинг мРНК, альтернативний сплайсинг. 
Локалізований у цитоплазмі, цитоскелеті, ядрі.